# تتسوئو اینواوئه
تتسوئُو اینُواوئه (انگلیسی: Tetsuo Inoue؛ زادهٔ ) یک بازیکن تنیس روی میز اهل ژاپن است. 
وی در مسابقات کشوری و بین‌المللی در مجموع برنده ۱ مدال طلا، ۱ مدال نقره شده‌است.